# تيتوس تاتيوس
تيتوس تاتيوس الملك السابيني الذي حكم مدينة كوريس وحكم مع رومولوس مؤسس روما، ويقوم الخلاف عليه إن كان شخصية تاريخية، ووفقا للأسطورة فقد بدأ الخلاف بين الرومان والسابينيين عندما دعا رومولوس السابينيين للاحتفال واختطف زوجاتهم فقام تيتوس باحتلال روما وسيطر على تل كابيتول بأن رشا تاربيا وهي ابنة قائد حرس روماني.
وفي المعركة التي وقعت بين تلي كابيتول وبالاتين اقتحمت النسوة السابينيات ميدان المعركة ليوقفن القتال وتم عقد معاهدة بين الطرفين بالحكم المشترك للملكين. وبموجب المعاهدة تحافظ روما على اسمها وأن يدعى مواطنوها بالرومان، ولكن كمجتمع يكون اسمهم كوريتيس؛ ويتم إدخال السابينيين في الدولة. ولكن الخلافات ظلت موجودة حتى انتهت بموت تيتوس من قبل الجماهير الغاضبة في لافينيوم بعد خمس سنوات.
وفقا لتيودور مومسن، فإن قصة موته تشبه نسخة تاريخية عن وقف لثأر دامي. وتاتيوس يشبه ريموس في بعض النواحي، وهو ليس شخصية تاريخية ولكنه بطل رمزي لجماعة دينية تدعى سوداليس تيتي Sodales Titii أو جماعة تيتوس. وفي هذا الموضوع يطرح تاكيتوس رأيين مختلفين، يمثلان قصتين مختلفتين: أنها أدخلت من قبل تاتيوس نفسه ليحفظ الثقافة السابينية في روما؛ أو من قبل رومولوس تكريما لتاتيوس، الذين كان أتباعه يقدمون له أضحيات سنوية عند قبره. اضمحلت الجماعة في نهاية عصر الجمهورية، لكن أعيد إحياؤها من قبل أغسطس واستمرت حتى نهاية القرن الثاني الميلادي. وكان أغسطس نفسه والإمبراطور كلاديوس ضمن الجماعة، وكان كل أعضائها من ذوي مراتب سيناتورية.